# 吳國杰
吳國杰（1619年—？年），字纯祜，南直隸蘇州府太倉州（今江蘇太倉市）人。清朝初年政治人物，崇禎癸未進士。

## 生平
崇禎九年（1636年）舉丙子科應天鄉試，榜姓許。崇禎十六年（1643年）癸未科進士，兵部觀政，十七年授浙江永嘉知縣。明亡仕清，继官浙江永嘉縣知縣。歷確山縣知縣。

## 家族
曾祖許心，光禄寺署丞。祖父許雪翀，甲午副榜。父許鳴玿，太學生。